# Hermann Priess
Hermann Priess (Marnitz, 24 maggio 1901 – Ahrensburg, 2 marzo 1985) è stato un criminale di guerra e generale tedesco, fu ufficiale delle Waffen-SS durante la seconda guerra mondiale.

## Biografia
Priess nacque a Marnitz nel Meclemburgo, nel 1901, figlio di un fattore. Dopo aver completato gli studi, seguì le orme paterne arruolandosi volontario nell'esercito nel 1919 che abbandonò per entrare nel Freikorps Van Brandis che operò a Riga; durante tale periodo rimase ferito, e per la sua condotta venne decorato con la Croce di Ferro di seconda classe.
Dopo essere entrato nella Reichswehr, nel 1934 si trasferì nelle SS-Verfügungstruppe, ottenendo il comando della 13. Compagnia (fucilieri di fanteria) della SS-Standarte Germania, dislocata a Wismar, venendo in seguito destinato alla formazione di una nuova unità di artiglieria. Allo scoppio della guerra venne impegnato, con la sua unità nella Prussia Orientale, venendo anche decorato con la Croce di Ferro di prima classe. Al termine della Campagna di Polonia, venne trasferito alla nuova divisione Totenkopf di Theodor Eicke, che era in corso di formazione e che necessitava di una unità di artiglieria. Priess ottenne il comando del II. Abteilung.
Dopo aver partecipato alla vittoriosa Campagna di Francia, ottenne il comando dell'intero reggimento di artiglieria della divisione,  alla testa del quale partecipò alle prime fasi dell'Operazione Barbarossa, distinguendosi particolarmente nei combattimenti nella sacca di Demyansk; in seguito, Eicke ebbe a dire: Se non ci fosse stato Priess, non ci saremmo mai salvati.
Dopo la morte Eicke, nel febbraio 1943, Priess ottenne il comando della Totenkopf, alla cui guida venne subito impegnato in cruenti combattimenti contro la 3. Armata corazzata sovietica. Il 28 aprile 1943, per il suo ruolo svolto al comando del Reggimento di Artiglieria, venne decorato con la Croce di Cavaliere. Nella successiva battaglia di Kharkov la divisione si distinse particolarmente a Tschugalew, dove bloccò la ritirata sovietica. A partire dal 5 luglio 1943, la Totenkopf, aggregata all'SS-Panzerkorps partecipò alla cruenta battaglia di Kursk, dove venne pesantemente impegnata a Prokhorovka. A seguito dell'offensiva russa sul Mius, le operazioni nella zona di Kursk dovettero essere sospese, e la Totenkopf venne trasferita a sud, dove a partire dal 30 luglio venne impegnata in una serie di operazioni difensive.
Il 9 settembre 1943 Priess, per le operazioni condotte a Kolontajew e Oleinikoff, dove la divisione si trovò impegnata contro ingenti forze russe, venne insignito delle Fronde di Quercia della Croce di Cavaliere. Ritiratasi a Kremenchuk, la Totenkopf venne in seguito impegnata in due sanguinose battaglie, a Kriwoi Rog, e di lì a Paschtana, Giderim, Birsula e Lisawetkowka, fino a Dubossary sopra il Dniepr. In tutte queste azioni Priess si distinse ancora una volta ed il 24 aprile 1944 divenne il 65° soldato della Wehrmacht ad essere decorato con le Spade della Croce di Cavaliere.
Il 21 giugno 1944 lasciò il comando della Totenkopf, sostituito da Hellmuth Becker, venendo prima trasferito allo SS-Führungshauptamt, ed in seguito al comando del XIII. Corpo d'armata SS di stanza a Breslavia. Nel settembre dello stesso anno l'unità venne trasferita nella zona di Thionville e di Arry, sul Fronte Occidentale, nel tentativo di contenere l'avanzata della 3. Armata USA che si stava spingendo verso la Saar. Il 16 novembre 1944, Priess venne sostituito dall'SS-Gruppenführer Max Simon.
Il 24 ottobre 1944, infatti, era stato nominato comandante del I. SS-Panzerkorps Leibstandarte, al cui comando, a partire dal 16 dicembre, partecipò all'Offensiva delle Ardenne. Dopo il fallimento di questa offensiva l'unità di Priess, venne trasferita, con le altre forze delle Waffen-SS, in Ungheria dove, a partire dal 18 febbraio 1945, venne impegnata nell'Operazione Frühlingserwachen.
Terminata la guerra, Priess venne condannato, il 16 luglio 1946, a 20 anni di carcere, nel corso del processo per il massacro di Malmédy, quale diretto superiore di Joachim Peiper.
Scarcerato nell'ottobre del 1954, morì nel 1985 ad Ahrensburg.